# シークレット・エージェント (映画)
『シークレット・エージェント』（The Secret Agent）は、1996年のイギリスのサスペンス映画。監督・脚本はクリストファー・ハンプトン、出演はボブ・ホスキンスとパトリシア・アークエットなど。
1907年に刊行されたジョゼフ・コンラッドによる小説『密偵』を原作とし、1890年代を舞台に二重スパイを主人公としたスリラー映画である。また、同原作の映像化作品にはアルフレッド・ヒッチコック監督の1936年の映画『サボタージュ』があり、映画化としては二度目の作品となる。

## 出演者
| 役名           | 俳優                     | 日本語吹き替え |
| -------------- | ------------------------ | -------------- |
| ヴァーロック   | ボブ・ホスキンス         | 西村知道       |
| ウィニー       | パトリシア・アークエット | 山像かおり     |
| オシポン       | ジェラール・ドパルデュー | 中村秀利       |
| ヒート警部     | ジム・ブロードベント     | 麦人           |
| スティーヴィー | クリスチャン・ベイル     | 浪川大輔       |
| ウラジミール   | エディ・イザード         | 金尾哲夫       |
| 警視監         | ジュリアン・ワダム       | 有本欽隆       |
| 教授           | ロビン・ウィリアムズ     | 大塚芳忠       |
| ユンド         | ラルフ・ノセック         | 手塚秀彰       |
| ウィニーの母親 | エリザベス・スプリッグス | 浅井淑子       |
| ミカエリス     | ロジャー・ハモンド       | 小関一         |
| 馬車の御者     | ピーター・ヴォーン       | 塚田正昭       |

## 作品の評価
Rotten Tomatoesによれば、10件の評論のうち高評価は50%にあたる5件で、平均点は10点満点中5.4点となっている。
Metacriticによれば、17件の評論のうち、高評価は5件、賛否混在は6件、低評価は6件で、平均点は100点満点中41点となっている。